# Åke Nordlund
Per-Åke Nordlund, född 7 januari 1947 i Skogs församling i Gävleborgs län, är en svensk astrofysiker som är verksam som professor vid Niels Bohr-institutet vid Köpenhamns universitet.
Nordlund studerade inledningsvis vid Uppsala universitet där han blev filosofie kandidat 1969, och fortsatte sedan på forskarutbildningen. År 1973 bytte han till Stockholms universitet där han blev filosofie doktor 1976. Han anställdes som lektor vid Köpenhamns universitets astronomiska observatorium 1979 och blev professor vid Niels Bohr-institutet 2004.
Nordlunds forskning gäller området beräkningsastrofysik, och han har ägnat sig åt modellering av konvektion och magnetfält i ytterlagret hos stjärnor.
Nordlund invaldes som ledamot av Kungliga Vetenskapsakademien 2009.